# Карпово (Воскресенский район)
Ка́рпово — село в Воскресенском муниципальном районе Московской области. Входит в состав сельского поселения Фединское. Население — 97 чел. (2010).

## География
Село Карпово расположено в юго-западной части Воскресенского района, примерно в 8 км к юго-западу от города Воскресенска. Высота над уровнем моря 142 м. Через деревню протекает река Похрянка. В селе 3 улицы — Заозёрная, Каштановая и Центральная. Ближайший населённый пункт — деревня Скрипино.

## Название
Название связано с календарным личным именем Карп.

## История

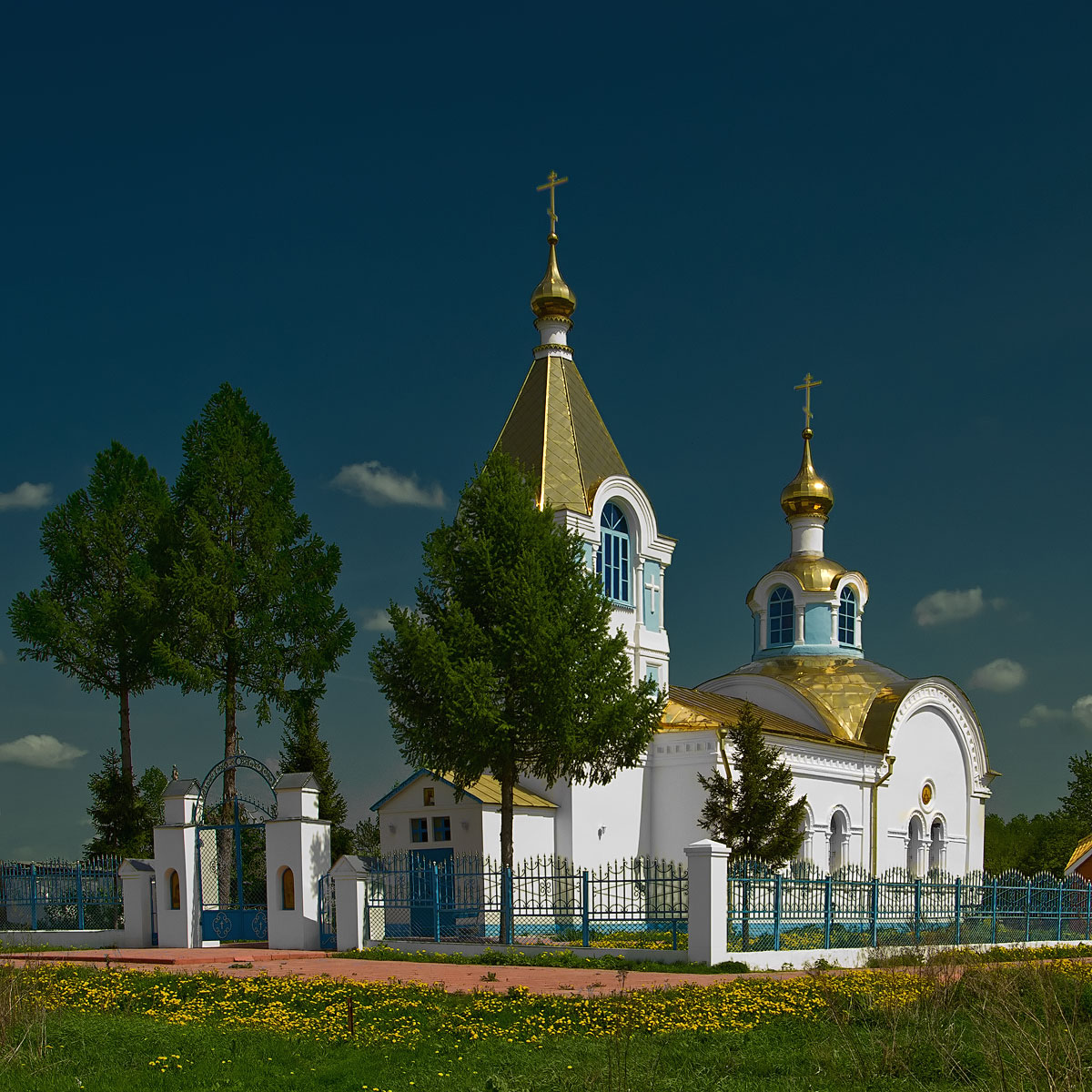
Церковь Архангела Михаила в Карпове

В 1926 году село являлось центром Карповского сельсовета Непецинской волости Коломенского уезда Московской губернии, имелась школа 1-й ступени.
С 1929 года — населённый пункт в составе Воскресенского района Коломенского округа Московской области, с 1930-го, в связи с упразднением округа, — в составе Воскресенского района Московской области.
Церковь Архангела Михаила в Карпове — последнее место служения священномученика Андрея Воскресенского.
До муниципальной реформы 2006 года Карпово входило в состав Степанщинского сельского округа Воскресенского района.

## Население
В 1926 году в селе проживало 693 человека (272 мужчины, 421 женщина), насчитывалось 149 хозяйств, из которых 146 было крестьянских. По переписи 2002 года — 46 человек (18 мужчин, 28 женщин).
| 1926 | 2002 | 2010 |
| ---- | ---- | ---- |
| 693  | ↘46  | ↗97  |